# Cadgwith
Cadgwith (Porthkajwydh) est un village de pêcheurs situé dans les Cornouailles, à proximité du cap Lizard.

## Historique
Les origines du village remontent au moyen-âge. Au XVIe siècle la principale activité était la pêche. On y trouvait également des gardes côtes entre 1867 et 1963.

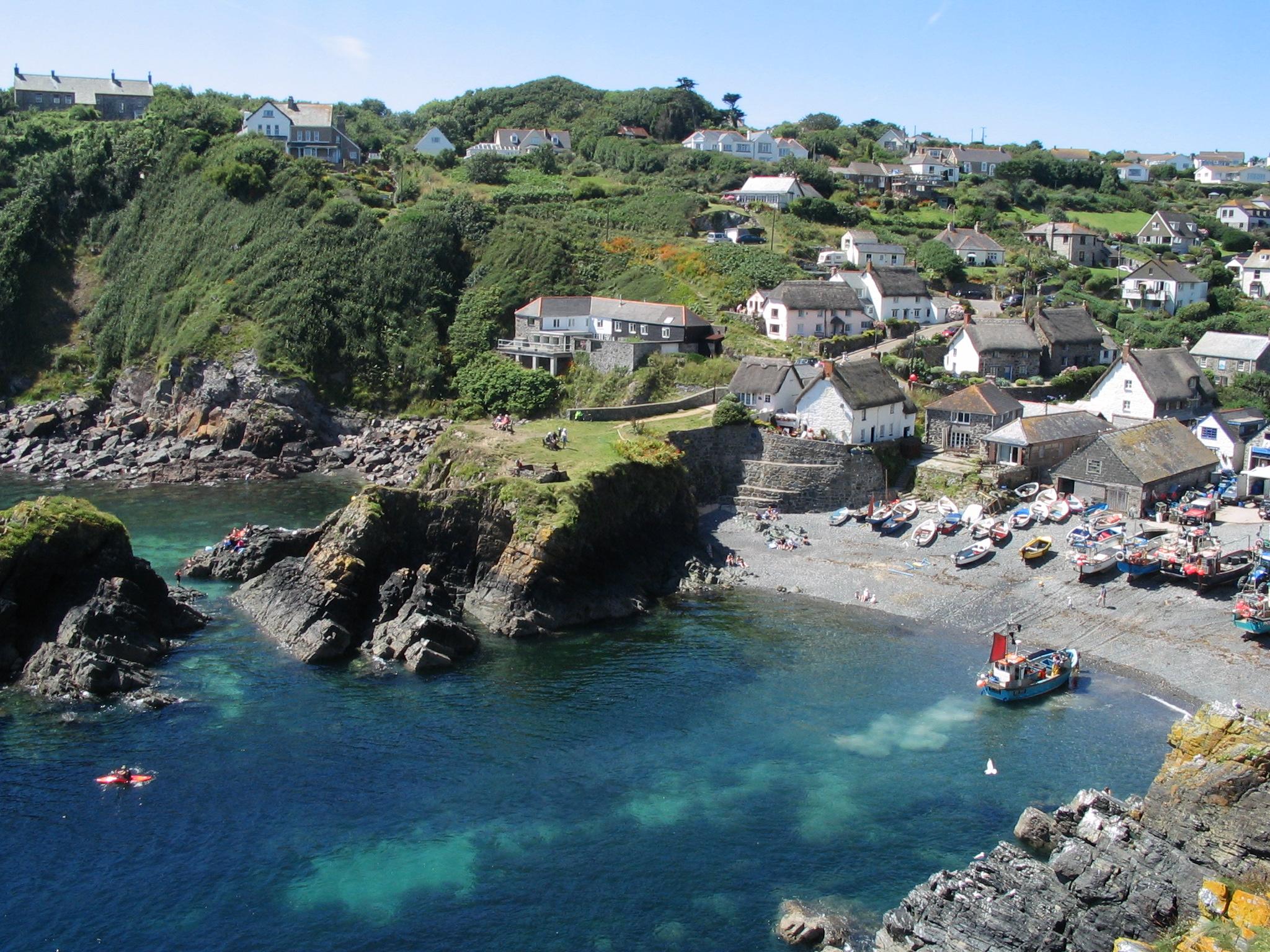
Cadgwith.